# Bistum Mainz
Das Bistum Mainz (lateinisch Dioecesis Moguntina) ist eine Diözese der römisch-katholischen Kirche in Deutschland und gehört zur Oberrheinischen Kirchenprovinz.

## Lage und Bedeutung
Das heutige Bistum Mainz liegt in Teilen der Länder Hessen, Rheinland-Pfalz und Baden-Württemberg. Es teilt sich hauptsächlich auf in zwei Flächen, die durch zum Bistum Limburg gehörende Bereiche der Stadt Frankfurt am Main voneinander getrennt sind; die Frankfurter Stadtteile Harheim, Nieder-Erlenbach und Nieder-Eschbach gehören jedoch nicht zum Bistum Limburg, sondern zum Bistum Mainz. Der südliche Teil rund um Mainz liegt in Rheinhessen mit dem ehemaligen Bischofssitz Worms und den südmainischen Teil von Hessen, der weitgehend mit der ehemaligen Provinz Starkenburg identisch ist. Der nördliche Teil des Bistums Mainz umfasst im Wesentlichen die Wetterau und den Vogelsberg mit der Stadt Gießen. Außerdem gehört weiter südöstlich die Exklave Bad Wimpfen in Baden-Württemberg zum Bistum. Es umfasst somit alle Gebiete, die im 19. Jahrhundert zum Großherzogtum Hessen (Hessen-Darmstadt) gehörten.
Die Diözese kann auf eine 1600-jährige Geschichte zurückblicken, davon rund tausend Jahre als Erzbistum. Die Mainzer Erzbischöfe gehörten als Kurfürsten und Reichserzkanzler zu den einflussreichsten Männern des Heiligen Römischen Reiches.
Mainz führt den alten Titel Der Heilige Stuhl von Mainz, besondere wahre Tochter der Römischen Kirche (lateinisch Sancta sedes Moguntina ecclesiae Romanae specialis vera filia). Während in der Alten Kirche die Bezeichnung Heiliger Stuhl synonym zu bischöflicher Stuhl für jeden Bischofssitz verwendet wurde, trägt inzwischen neben Rom lediglich das Bistum Mainz noch die Bezeichnung Heiliger Stuhl.

## Geschichte

### Die Anfänge des Bistums in römischer und fränkischer Zeit
Die ersten Christen in Mainz gab es vielleicht schon während des 2. Jahrhunderts. Der Lyoner Bischof Irenäus erwähnt Christen, die in den „beiden Germanien“ wohnen. Mainz war damals Hauptstadt der Provinz Germania superior, weswegen es denkbar ist, dass sich Irenäus auf eine dort befindliche Gemeinde bezieht. Der älteste archäologische Nachweis von Christen im Umland von Mainz stammt mit der Frankfurter Silberinschrift etwa aus der Zeit zwischen 230 und 270 n. Chr. Eine bischöflich verfasste Gemeinde ist für diese Zeit jedoch nicht nachweisbar.
Mainzer Bischöfe sind erst ab dem 4. Jahrhundert denkbar. Namen sind jedoch nur unsicher überliefert, sie stammen aus einer später niedergeschriebenen Liste, die dann noch mehrmals ergänzt wurde. Der erste Bischof, der außerhalb dieser Liste mit Namen nachgewiesen ist, war der nach 580 gestorbene Aquitanier Sidonius, der bereits der fränkischen Zeit des Bistums zuzuordnen ist. Sidonius war faktisch auch Stadtherr von Mainz und führte die von der Völkerwanderung arg gebeutelte Metropole zu einer neuen Blütezeit. Auf ihn geht wohl das Martinspatrozinium des Doms zurück. Bis heute ist der Heilige Martin von Tours Patron des Bistums.
Das kirchliche Leben in Mainz und im Reich begann während der fränkischen Herrschaft jedoch bald wieder zu verfallen. Im 7. und 8. Jahrhundert brachen daher Mönche aus Irland und Schottland zur Mission des Festlands auf. Eine Generation später brach als wichtigster Vertreter der angelsächsischen Mission der aus Wessex stammende Bonifatius ins Frankenreich auf. Dieser wurde bald zu einer führenden Persönlichkeit der fränkischen Kirche. Um 747 wurde er Bischof von Mainz; obwohl er selber Missions-Erzbischof war (ohne Sitz, seit 732), blieb Mainz ein Bistum.
753 brach Bonifatius zu einer Missionsreise auf und überließ die Führung des Bistums seinem Schüler Lullus, den er zum Chorbischof gemacht hatte. Als Bonifatius 754 während seiner Reise getötet wurde, folgte ihm Lullus als Bischof von Mainz nach. Lullus gelang es im Laufe seiner Amtszeit, die Erhebung seiner Diözese zum Erzbistum zu erreichen (780/82). Als Suffragane erhielt er mindestens die Bistümer Worms, Speyer, Würzburg und Eichstätt. Bis 973 kamen noch die Bistümer Konstanz, Straßburg, Paderborn, Halberstadt, Verden, Hildesheim, Chur, Augsburg, Havelberg und Brandenburg (beide bis 968), Prag und Olmütz hinzu, was Mainz zur größten Kirchenprovinz nördlich der Alpen machte.

### Mittelalter

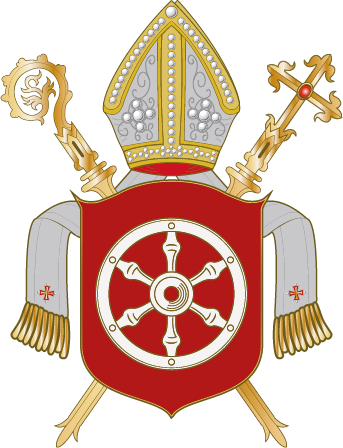
Wappen des Bistums Mainz

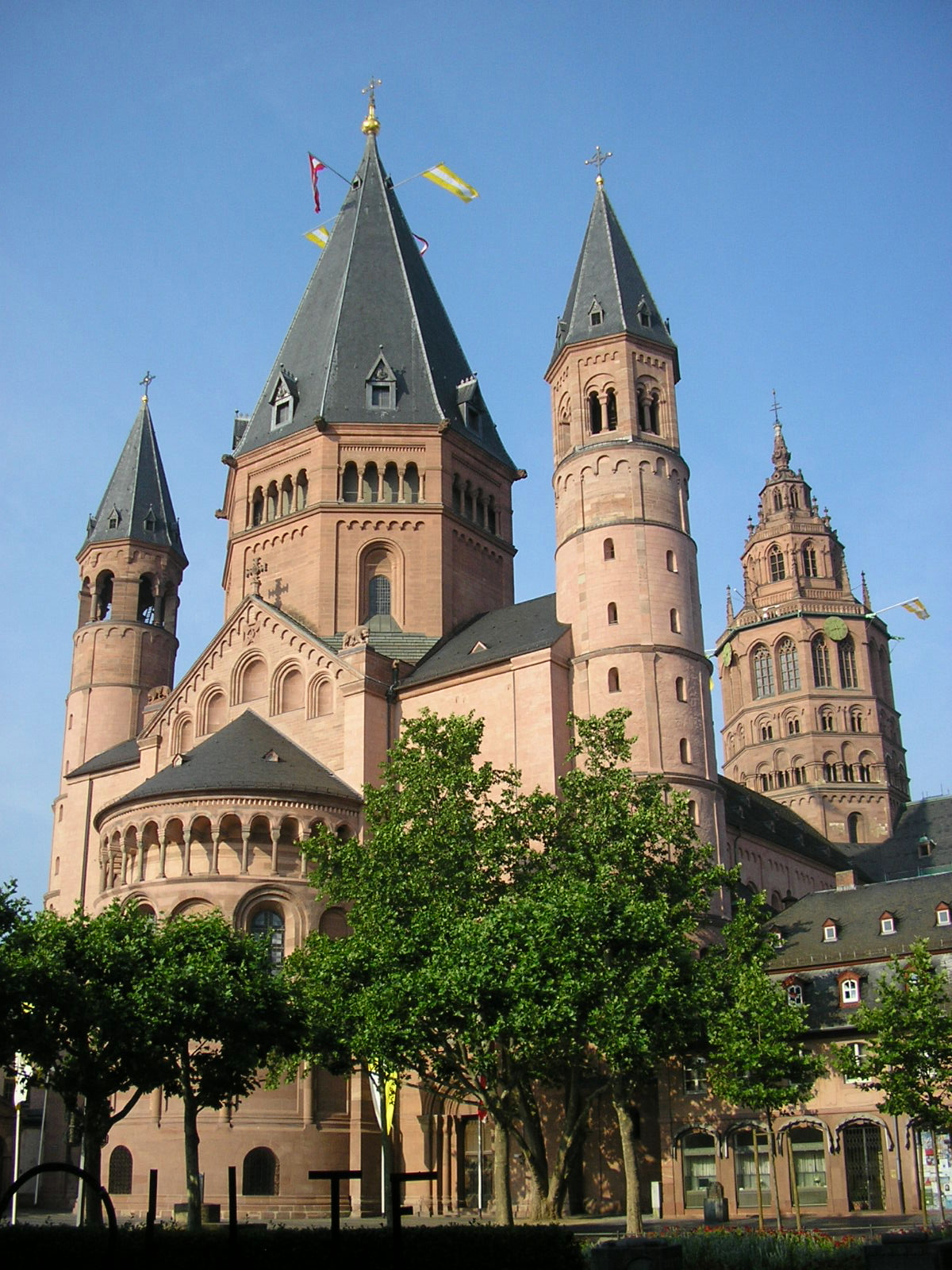
Der Mainzer Dom an Fronleichnam 2007

Nach der Teilung des Reiches in ein Ostfrankenreich (später Deutschland) und ein Westfrankenreich (später Frankreich) fiel den Mainzer Erzbischöfen eine wichtige Rolle im Reichsgefüge zu. Der ostfränkische König Heinrich I. ernannte den Mainzer Erzbischof Heriger 922 zum Erzkapellan der Hofkapelle. Damit unterstand dem Erzbischof die gesamte Geistlichkeit am königlichen Hof. Otto I., der vom Mainzer Erzbischof Hildebert gesalbt und gekrönt worden war, stützte seine Regierung noch mehr auf die Bischöfe des Reiches, die er mit hohen Reichsämtern belehnte. Der Mainzer Erzbischof war ab dieser Zeit nicht nur Oberhirte seiner Diözese, sondern auch Reichsfürst.
955 nannte sich der Mainzer Erzbischof Wilhelm zum ersten Mal Diener des „Heiligen Stuhls von Mainz“, ein Titel, den die Diözese bis heute führt. 965 wurde er wie einige seiner Vorgänger zum Erzkapellan ernannt. Das Amt, das später Erzkanzleramt für Deutschland hieß, blieb danach bis zum Ende des Reiches mit dem Mainzer Bischofsstuhl verbunden.
975 wurde der am Hofe des Kaisers dienende Willigis Erzbischof von Mainz. Sein Pontifikat ist für die Mainzer Kirche in mehrfacher Hinsicht von großer Bedeutung. Zum einen ließ Willigis, der sich als Vertreter des Papstes nördlich der Alpen betrachtete, in seiner Bischofsstadt eine für damalige Maßstäbe sehr große Kathedrale errichten, die von der Größe und Bedeutung der Mainzer Kirche künden sollte und die bis heute das Stadtbild prägt. Zum anderen war Willigis auch ein geschickter Politiker. 983 erreichte er durch die Veroneser Schenkung auf dem Reichstag von Verona von Otto II. die Schenkung größerer Ländereien an der Nahe und im Rheingau. In diesen Territorien war der Erzbischof nun Landesherr, aus ihnen entwickelte sich der spätere Kurstaat.
Die Rolle als Reichspolitiker fiel zumindest im Mittelalter jedem der Mainzer Erzbischöfe zu. Das war schon darin begründet, dass sich im Reich hinsichtlich der Thronfolge nie ein Geblütsrecht durchsetzen konnte, der neue König also immer von den Fürsten gewählt werden musste. Der Mainzer Erzbischof gehörte zum Kreis der sieben Kurfürsten, denen dieses Wahlrecht schließlich ausschließlich zukam. Er galt formal als ranghöchster Reichsfürst, der die Wahl einzuberufen und zu leiten hatte. Als solcher war er aber auch der geborene Vermittler zwischen Kaiser und Papst während der vielen Konflikte zwischen Imperium und Sacerdotium.

### Neuzeit und Reformation

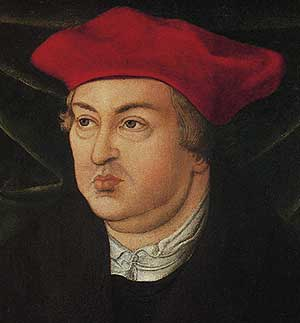
Albrecht von Brandenburg

Eine entscheidende Zäsur in der Bistumsgeschichte stellt die Reformation dar. Obwohl der kirchliche Reformbedarf lange erkannt worden war, blieben konkrete Anstrengungen zur Durchsetzung aus. Der Protest Martin Luthers gegen den kirchlichen Ablasshandel reichte 1517 aus, um die Reformation in Gang zu setzen, die zur Spaltung der abendländischen Christenheit führte. Der damalige Mainzer Erzbischof Albrecht von Brandenburg war hieran nicht unbeteiligt, da er aufgrund des Wirkens des Dominikaners Johann Tetzel zu den großen Förderern des Ablasshandels gehörte, von dem er finanziell abhängig war.
Reformation und Gegenreformation führten zu beträchtlichen Konflikten, die auch in Fehden und Kriege ausschlugen. Das Erzbistum Mainz verlor einen Großteil seiner Klöster und die kirchliche Jurisdiktion über den hessisch-thüringischen Raum, der zu einer protestantischen Landeskirche des hessischen Landgrafen wurde. Auch im Süden, wo sich die Mainzer Kirche über die Gebiete der protestantischen Kurpfalz erstreckte, war die kirchliche Jurisdiktion nicht aufrechtzuerhalten. Das Erzbistum selbst blieb nur katholisch, weil sich das Mainzer Domkapitel bei den Bischofswahlen jener Zeit stets für einen katholischen Kandidaten entschied.
Der Dreißigjährige Krieg brachte dem Erzbistum weitere Verheerungen. Dem 1647 zum Erzbischof gewählten Johann Philipp von Schönborn gelang es jedoch, das Erzbistum wieder zu konsolidieren. Er beteiligte sich nicht nur an den Friedensverhandlungen in Münster und Osnabrück, er setzte auch die Beschlüsse des Trienter Reformkonzils im Bistum um.

### Barockzeit und Aufklärung
Johann Philipp von Schönborn kann schon zu den Barockfürsten gezählt werden, unter denen die Stadt Mainz eine neue Glanzzeit erlebte. Im Bistum waren die Erzbischöfe um eine Stärkung der katholischen Position bemüht, was dadurch begünstigt wurde, dass die Kurpfalz 1685 wieder einen katholischen Fürsten bekam. Einher ging dies mit der Errichtung vieler neuer Kirchen, vor allem zur Zeit Lothar Franz’ von Schönborn.
Während der Aufklärung, die unter dem Pontifikat Emmerich Josephs von Breidbach zu Bürresheim im Erzbistum und Kurstaat stark an Einfluss gewann, begann ein tiefgreifender Reformprozess, der auf Bistumsebene vor allem das Schul- und Ordenswesen betraf. Die Ideen der Aufklärung führten in Frankreich, wenn auch nicht allein, zur Revolution, welche auch auf das Heilige Römische Reich übergriff. Diese Entwicklung führte schließlich zum Untergang des Erzbistums.

### Ende des Erzbistums und des Kurstaats

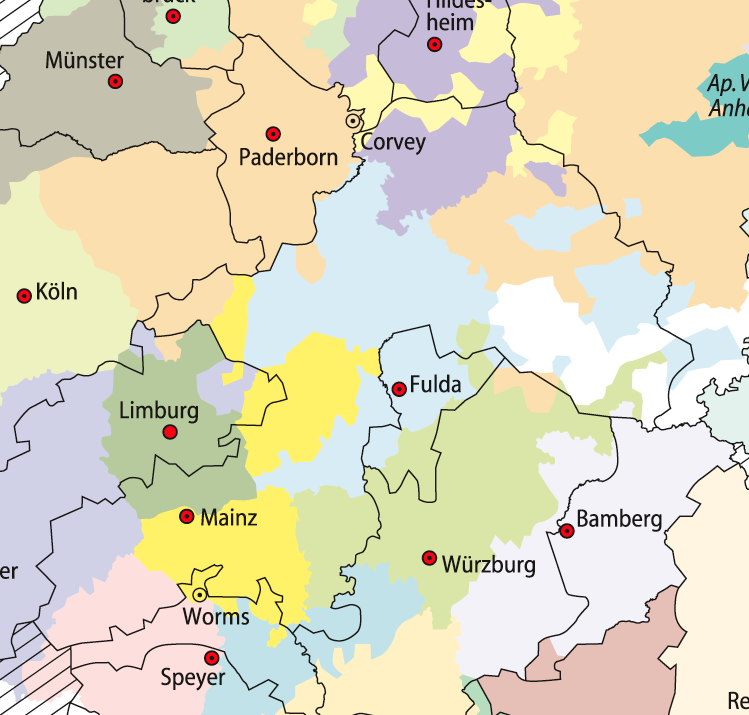
Das Erzbistum Mainz, die größte Diözese des Alten Reiches (schwarze Grenzlinie), und das Bistum Mainz seit 1821 (gelbe Flächen)

Die alten Kräfte des Reiches betrachteten die Revolution als Bedrohung und schlossen sich gegen Frankreich zusammen. Auch der Mainzer Erzbischof und Kurfürst Friedrich Karl Joseph von Erthal beteiligte sich an der Koalition. Am 20. April 1792 erklärte Frankreich Österreich, genauer Ludwig XVI. als König von Frankreich Franz II. als König von Ungarn und Böhmen (hier: Franz I./Ferenc), den Krieg. Dieser Tag markiert den Beginn des Ersten Koalitionskrieges. Schon bald gelang es den Franzosen in Richtung Mainz vorzustoßen. Im Oktober 1792 eroberten sie die Stadt, verloren sie allerdings schon im März 1793 wieder an die Koalition. 1797 jedoch konnte sich Frankreich endgültig durchsetzen. Die linksrheinischen Gebiete wurden an Frankreich abgetreten. Nach Napoleons Machtübernahme 1799 wurde die französische Kirche neu organisiert. Aus den Resten der Diözesen Worms, Speyer und Metz bildete Napoleon Bonaparte 1802 das neue Bistum Mainz, das nun dem Erzbistum Mecheln zugeordnet war. Bischof wurde Joseph Ludwig Colmar. Die Mainzer Kurwürde und die Ämter des Primas sowie Erzkanzler des Heiligen Römischen Reiches für Deutschland wurden durch das Reichsgesetz von 1803, dem der Reichsdeputationshauptschluss als Vorlage diente und das somit auch die Erledigung der Mainzer Kirchenprovinz bewirkte, für alle Zeit auf den Inhaber des Bistums Regensburg übertragen.

### Das Bistum Mainz ab 1814

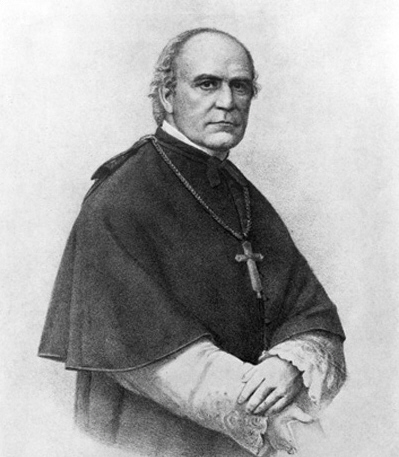
Wilhelm Emmanuel von Ketteler

Nach Napoleons Niederlage wurden die Gebietsabtretungen von 1797 wieder rückgängig gemacht. Die damit notwendige kirchliche Neuorganisation war Gegenstand zäher Verhandlungen auf dem Wiener Kongress 1814/15. Das Bistum Mainz wurde auf dem Gebiet des Großherzogtums Hessen (Hessen-Darmstadt) errichtet und als Suffragansitz dem Erzbistum Freiburg zugeordnet. Die 1821 mit der Zirkumskriptionsbulle Provida solersque gezogenen Mainzer Kirchengrenzen decken sich bis heute mit dem Gebiet des ehemaligen Großherzogtums Hessen. Daher ist auch die heute baden-württembergische Stadt Bad Wimpfen – noch bis 1945 Exklave des dem Großherzogtum nachfolgenden Volksstaates Hessen – Teil der Diözese Mainz.
Durch das 19. Jahrhundert hindurch wurde die Bistumsgeschichte vor allem von Konflikten zwischen Kirche und Staat bestimmt, die schließlich im Kulturkampf gipfelten. Im späten 19. Jahrhundert errang der Mainzer Bischof Wilhelm Emmanuel von Ketteler in der Sozialdebatte der katholischen Kirche (Sozialenzyklika Leos XIII.) eine überdiözesane Bedeutung.

### Gegenwart
Das 20. Jahrhundert war auf Bistumsebene vor allem von den Herausforderungen der säkularen deutschen Geschichte geprägt. Die Mainzer Kirche hatte unter Bischof Ludwig Maria Hugo und seinem Generalvikar Philipp Jakob Mayer früh die Unvereinbarkeit von Nationalsozialismus und Katholizismus festgestellt. Trotz des Reichskonkordates von 1933 waren Einrichtungen und Personen des Bistums wiederholt Ziel antikirchlicher Politik der nationalsozialistischen Regierung. Der Krieg schließlich richtete im ganzen Bistum große Schäden an. Nach 1945 musste eine große Zahl von Vertriebenen integriert werden, was zu neuen Kirchenbauten und Pfarreigründungen führte.
In kirchlicher Hinsicht bedeutend war vor allem das Zweite Vatikanische Konzil. Seine Umsetzung im Bistum wurde vor allem unter Bischof Hermann Volk vollzogen.
Seit 2004 befand sich das Bistum in einem Erneuerungsprozess „Lebendige Gemeinden in erneuerten pastoralen Einheiten“. Dieser Bistumsprozess fand auf breiter Basis unter Beteiligung aller Betroffenen statt. Pfarrgemeinden wurden zu einer verbindlichen Kooperation in Pfarreienverbünden und Pfarrgruppen angehalten. Seit 2018 wurde als noch grundlegendere Umgestaltung der "Pastorale Weg" vorbereitet, der 2022 zur Auflösung der Dekanate und zur Gründung von 46 Pastoralräumen führte, die bis 2030 zu Großpfarreien umgebildet werden.
Die Problematik sexueller Gewalt in der Katholischen Kirche betrifft auch das Bistum Mainz. So wurden allein von 1976 bis 1982 mindestens zehn Knaben zwischen elf und 18 Jahren vom Leiter des Mainzer Domchores und dessen Stellvertreter sexuell missbraucht. Wurde in der Missbrauchs-Studie aus dem Jahr 2018 zunächst ein Umfang von 53 Tätern und 169 Opfern ermittelt, zeichnet sich im Oktober 2020 ab, dass das Ausmaß sexueller Gewalt im Bistum Mainz deutlich umfangreicher ist als bisher bekannt. Der mit der Studie beauftragte Rechtsanwalt Ulrich Weber nennt nach persönlichen Kontakten und intensiver Prüfung von Dokumenten und Archivdaten im Oktober 2020 den Umfang „Stand heute von 273 Beschuldigten und 422 Betroffenen“.
Der Synodale Weg der katholischen Kirche in Deutschland, der Pastorale Weg zur Definition und Schaffung neuer pastoraler Räume im Bistum Mainz und Bewegungen wie Maria 2.0 werden durch Christen des Bistums als erste Reformschritte kritisch begleitet.

## Organisationsstruktur

### Bischof und Domkapitel
Nach Artikel 14 des Reichskonkordats von 1933, das bis heute in Geltung steht, richten sich die Besetzung des Bischofsstuhles und die Zusammensetzung des Mainzer Domkapitels nach den Regelungen des Badischen Konkordats von 1932.

### Gebietsstruktur
| Dekanat                                                   | Katholikenzahl (% der Gesamt- bevölkerung) | Pfarreien/ Pfarrkuratien/ -rektorate | Selbstständige Pfarrgruppen/ -verbünde |
| --------------------------------------------------------- | ------------------------------------------ | ------------------------------------ | -------------------------------------- |
| Alsfeld                                                   | 15.000 (16 %)                              | 3 / 2 / 8                            | 2 / 0                                  |
| Alzey–Gau-Bickelheim                                      | 23.000 (26 %)                              | 22 / 0 / 0                           | 7 / 0                                  |
| Bergstraße-Mitte                                          | 40.000 (37 %)                              | 5 / 6 / 0                            | 1 / 3                                  |
| Bergstraße-Ost                                            | 30.000 (35 %)                              | 10 / 7 / 1                           | 5 / 1                                  |
| Bergstraße-West                                           | 38.500 (42 %)                              | 8 / 4 / 1                            | 5 / 0                                  |
| Bingen                                                    | 40.000 (40 %)                              | 17 / 2 / 1                           | 2 / 4                                  |
| Darmstadt                                                 | 57.000 (21 %)                              | 2 / 17 / 0                           | 3 / 2                                  |
| Dieburg                                                   | 38.500 (30 %)                              | 6 / 9 / 0                            | 5 / 2                                  |
| Dreieich                                                  | 34.000 (21 %)                              | 1 / 9 / 0                            | 0 / 3                                  |
| Erbach                                                    | 18.000 (18 %)                              | 3 / 9 / 0                            | 4 / 1                                  |
| Gießen                                                    | 37.500 (16 %)                              | 3 / 1 / 0                            | 1 / 3                                  |
| Mainz-Stadt                                               | 89.000 (39 %)                              | 17 / 16 / 0                          | 4 / 7                                  |
| Mainz-Süd                                                 | 31.000 (39 %)                              | 15 / 1 / 0                           | 6 / 0                                  |
| Offenbach                                                 | 31.500 (26 %)                              | 3 / 8 / 0                            | 1 / 3                                  |
| Rodgau                                                    | 53.000 (38 %)                              | 10 / 5 / 0                           | 4 / 2                                  |
| Rüsselsheim                                               | 56.500 (23 %)                              | 4 / 16 / 0                           | 4 / 5                                  |
| Seligenstadt                                              | 32.000 (50 %)                              | 7 / 4 / 0                            | 3 / 2                                  |
| Wetterau-Ost                                              | 22.000 (15 %)                              | 3 / 10 / 1                           | 2 / 3                                  |
| Wetterau-West                                             | 54.000 (26 %)                              | 13 / 9 / 3                           | 7 / 2                                  |
| Worms                                                     | 35.000 (27 %)                              | 18 / 5 / 0                           | 9 / 0                                  |
| Stand: 2009, Quelle: Schematismus der Diözese Mainz 2009. |                                            |                                      |                                        |

Das Bistum Mainz umfasst insgesamt eine Fläche von 7692 Quadratkilometern. Es war bis zum 1. August 2022 in 20 Dekanate gegliedert, die sich wiederum in 136 Pastorale Einheiten gliederten. Diese Pfarrverbünde oder Pfarrgruppen umfassten (Stand 2007) 335 Pfarreien und sonstige Seelsorgestellen des Bistums.
Am 1. August 2022 wurden die bisherigen Dekanate aufgelöst und stattdessen vier Regionen begründet: Oberhessen, Mainlinie, Südhessen, Rheinhessen. In den Regionen wurden zunächst 46 neue Pastoralräume errichtet, die nach und nach bis 2030 in Pfarreien umgebildet werden.

### Gemeinden von Katholiken anderer Muttersprache
Die Gemeinden von Katholiken anderer Muttersprache sind Personalpfarreien. Im Bistum gibt es folgende Gemeinden:
- Italienische Gemeinden: Bensheim (für die Dekanate Bergstraße, Erbach und Worms), Darmstadt (die Dekanate Darmstadt, Dieburg und die Filiale Erzhausen im Dekanat Dreieich), Dreieich-Sprendlingen (für das Dekanat Dreieich und die Pfarreien Ober-Roden und Urberach), Gießen (für die Dekanate Alsfeld, Gießen, Wetterau-Ost, Wetterau-West), Groß-Gerau (für die Pfarreien Astheim, Biebesheim, Büttelborn, Geinsheim, Gernsheim, Goddelau, Groß-Gerau, Nauheim), Mainz (für die Dekanate Alzey-Gau-Bickelheim, Bingen, Mainz-Stadt, Mainz-Süd), Offenbach (für die Dekanate Offenbach, Rodgau, Seligenstadt), Rüsselsheim (für die Pfarreien Bischofsheim, Ginsheim-Gustavsburg, Mörfelden, Raunheim, Rüsselsheim, Haßloch, Königsstädten, Walldorf)
- Kroatische Gemeinden: Darmstadt (für die Dekanate Bergstraße, Darmstadt, Dieburg, Erbach, Worms), Gießen (für die Dekanate Alsfeld, Gießen, Wetterau-Ost und -West), Mainz (für die Dekanate Alzey-Gau-Bickelheim, Bingen, Mainz-Stadt und Mainz-Süd), Offenbach (für die Dekanate Dreieich, Offenbach, Rodgau, Seligenstadt) und Rüsselsheim (für das Dekanat Rüsselsheim).
- Polnische Gemeinden: Mainz (für die Dekanate Alzey-Gau-Bickelheim, Bergstraße-Mitte, -Ost, -West, Bingen, Dieburg, Erbach, Mainz-Stadt, Mainz-Süd, Rüsselsheim, Worms), Offenbach (für die Dekanate Alsfeld, Darmstadt, Dreieich, Gießen, Offenbach, Rodgau, Seligenstadt, Wetterau-Ost und -West)
- Portugiesische Gemeinden: Darmstadt (für die Dekanate Bergstraße und Darmstadt), Groß-Umstadt (für die Dekanate Dieburg und Erbach), Mainz (für die Dekanate Alzey-Gau-Bickelheim, Bingen, Mainz-Stadt, Mainz-Süd, Worms), Offenbach (für die Dekanate Alsfeld, Dreieich, Gießen, Offenbach, Rodgau, Rüsselsheim, Seligenstadt, Wetterau-Ost, Wetterau-West)
- Spanische Gemeinden: Darmstadt (für die Dekanate Bergstraße, Darmstadt, Dieburg, Erbach), Gießen (für die Dekanate Alsfeld, Gießen, Wetterau-Ost), Mainz (für die Dekanate Alzey-Gau-Bickelheim, Bingen, Mainz-Stadt, Mainz-Süd, Worms), Offenbach (für die Dekanate Dreieich, Offenbach, Rodgau, Seligenstadt, Wetterau-West), Rüsselsheim (für das Dekanat Rüsselsheim)

## Diözesane Einrichtungen

### Dom- und Diözesanarchiv

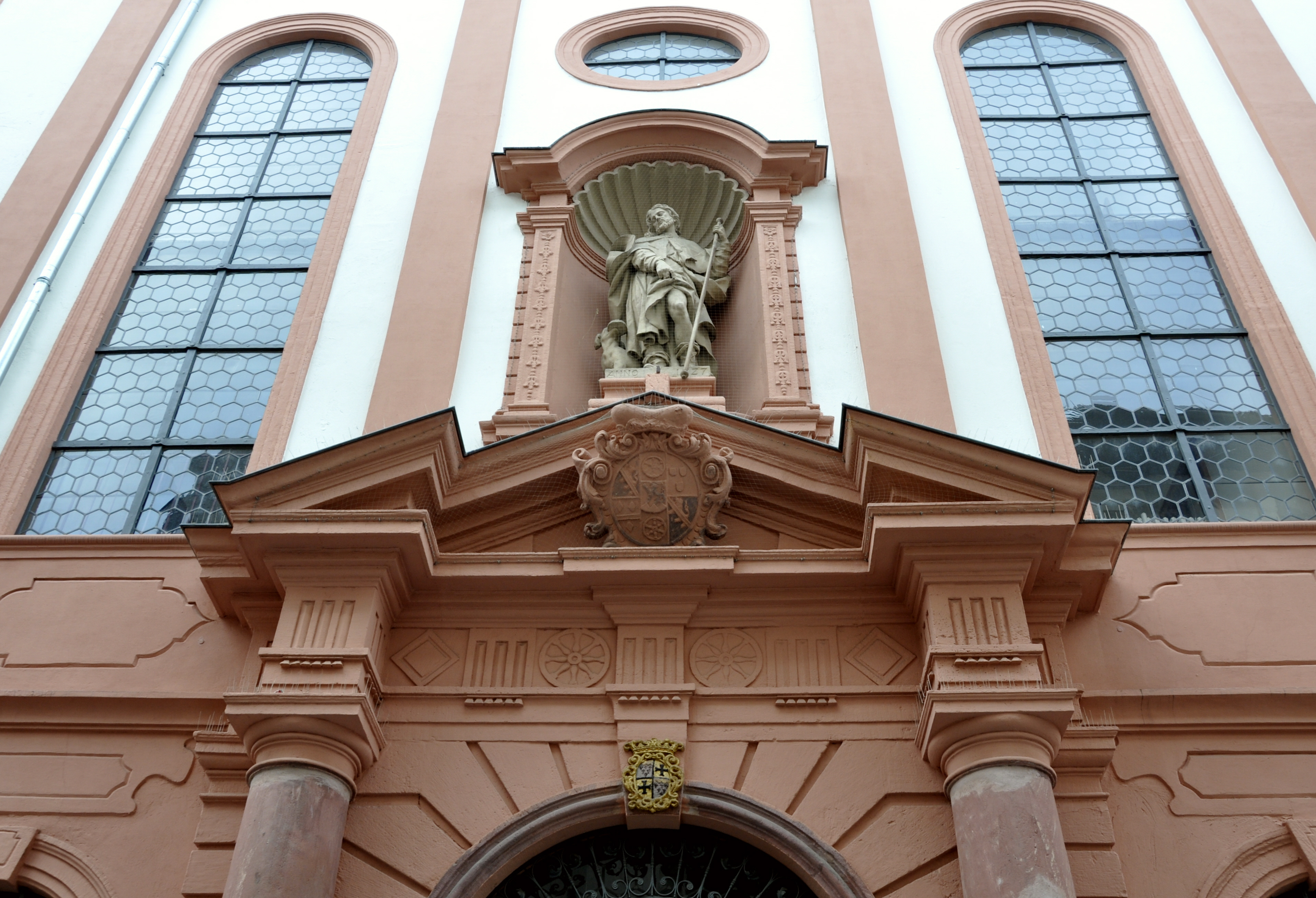
Kapelle im Rochusstift mit dem Dom- und Diözesanarchiv

Das Dom- und Diözesanarchiv ist zuständig für die Archivierung der Schriften des Bischöflichen Ordinariates und weiterer Einrichtungen des Bistums.

### Martinus-Bibliothek
Die Martinus-Bibliothek im Arnsburger Hof in der Mainzer Altstadt ist die Wissenschaftliche Diözesanbibliothek im Priesterseminar des Bistums Mainz.

### Institut für Mainzer Kirchengeschichte
Das Institut widmet sich der wissenschaftlichen Erforschung der Geschichte des früheren Erzbistums und heutigen Bistums Mainz. Am Institut ist ebenfalls die Geschäftsstelle der Gesellschaft für mittelrheinische Kirchengeschichte angesiedelt.

## Bildung

### Katholische Privatschulen

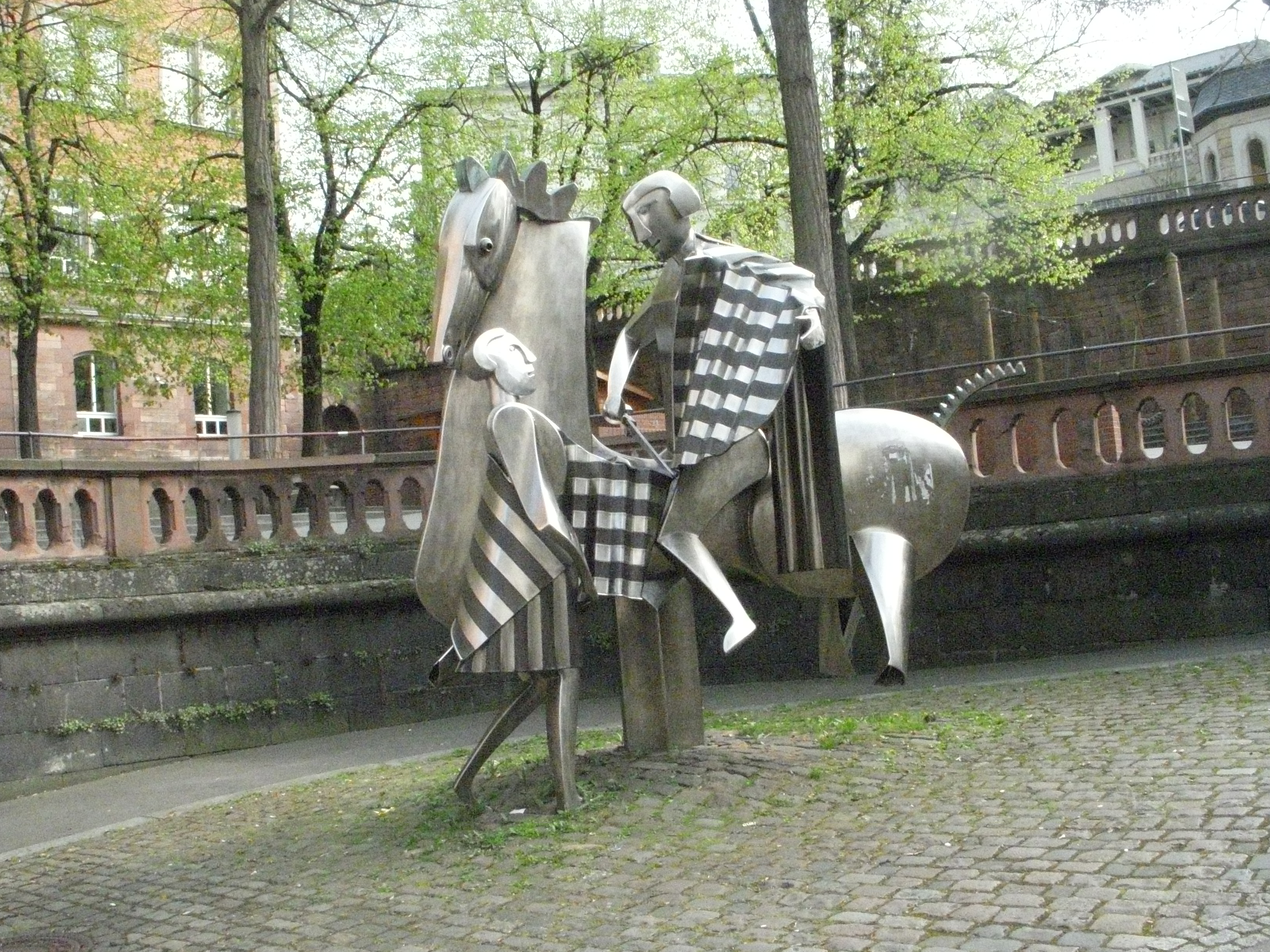
Moderne Edelstahlskulptur des Heiligen Martin von Albert Sous vor der Martinusschule Mainz in der Weißliliengasse an der Fürstenbergerhofschule

Die wichtigste Bildungseinrichtung der Diözese ist die Katholische Hochschule Mainz. Neben dem Bistum Mainz sind auch die (Erz-)Bistümer Köln, Limburg, Speyer und Trier Gesellschafter dieser Hochschule.
Hinzu kommen allgemeinbildende Schulen wie die Edith-Stein-Schule in Darmstadt, die Marienschule Offenbach, die Liebfrauenschule Bensheim, die Sankt-Lioba-Schule in Bad Nauheim sowie in Mainz das Ganztagsgymnasium Theresianum, das Bischöfliche Willigis-Gymnasium, das Abendgymnasium Ketteler-Kolleg Mainz und die Bischöfliche Willigis-Realschule.

### Theologiestudium an staatlichen Hochschulen
Im Bistum bestehen drei Einrichtungen für das Studium der katholischen Theologie an staatlichen Hochschulen. Die wichtigste von ihnen ist die Katholisch-Theologische Fakultät an der Universität Mainz. Daneben gibt es an der Universität Gießen das Institut für Katholische Theologie und deren Didaktik, das am Fachbereich Geschichts- und Kulturwissenschaften angesiedelt ist. An der Technischen Universität Darmstadt gibt es ein Institut für Theologie und Sozialethik.

### Akademie des Bistums Mainz
Die katholische Akademie des Bistums Mainz (Erbacher Hof Mainz/Darmstadt) bietet ein Forum der Auseinandersetzung zwischen Kirche, Gesellschaft und Wissenschaft.

### Bildungswerk
Das Bildungswerk der Diözese Mainz fördert „… die kirchliche Erwachsenenbildung im Bistum von der Gemeinde- bis zur Bistumsebene …“. Das Bildungswerk ist u. a. Mitglied der Katholischen Erwachsenenbildung Hessen – Landesarbeitsgemeinschaft.

### Sonstige Bildungsstätten
- Institut für Kirchenmusik Mainz: Ausbildungsstätte für katholische Kirchenmusiker

## Kultur und Sehenswürdigkeiten

### Bedeutende Kirchen

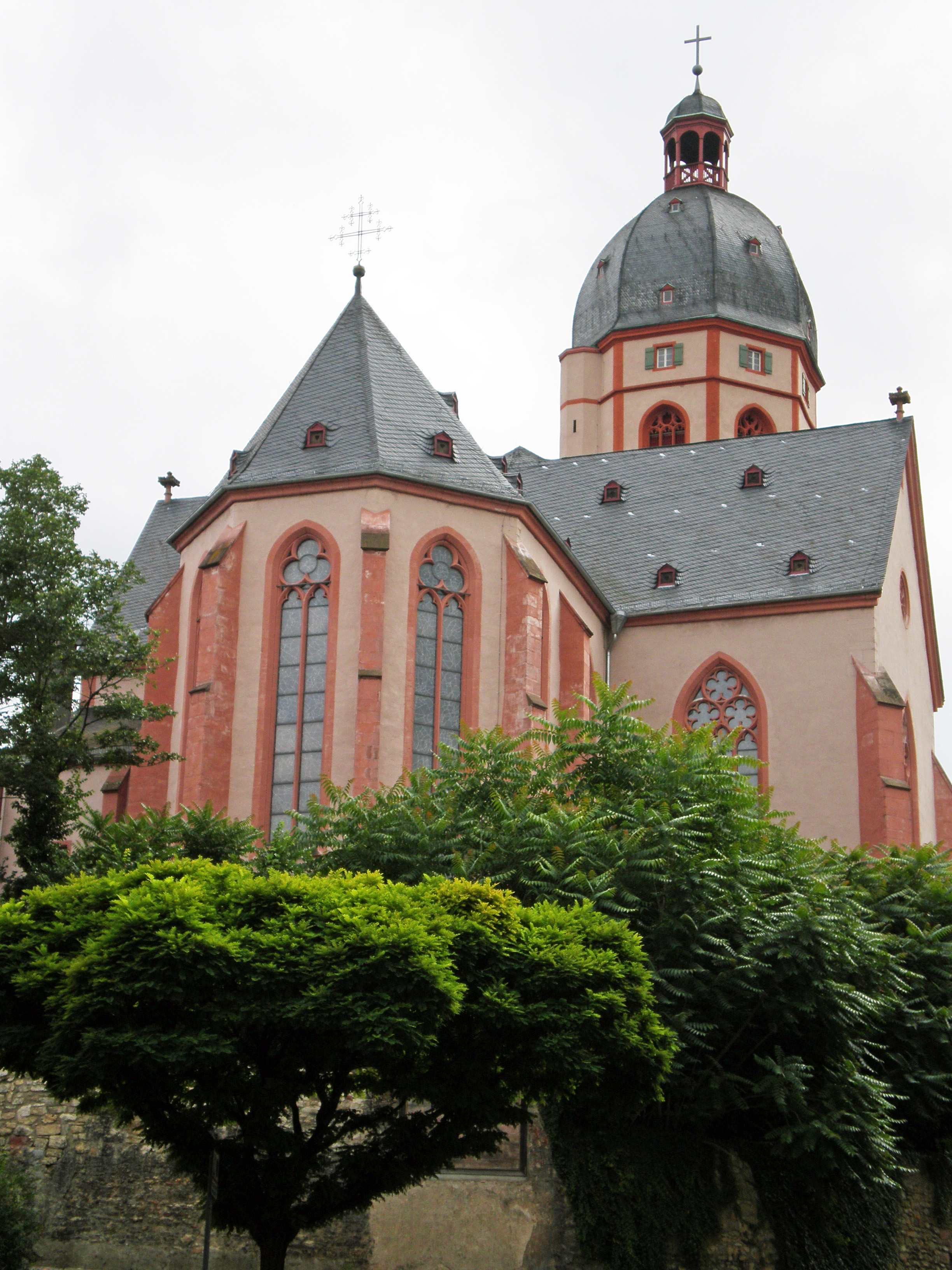
St. Stephan in Mainz

#### Kathedrale und Päpstliche Basiliken
- Mainzer Dom
- Wormser Dom
- St. Martin in Bingen
- St. Marcellinus und Petrus in Seligenstadt
- Basilika und ehemalige Abteikirche Ilbenstadt

#### Weitere bekannte Kirchen
- St. Stephan zu Mainz mit Chagall-Fenster
- St. Ludwig zu Darmstadt, Kuppelbau des Klassizismus
- Klosterkirche Pfaffen-Schwabenheim
- Liebfrauenkirche zu Worms
- siehe auch Kirchengebäude im Bistum Mainz

### Bischöfliches Dom- und Diözesanmuseum
Neben dem Dom liegt das Bischöfliche Dom- und Diözesanmuseum Mainz. Mit über 2000 Quadratmetern Ausstellungsfläche ist das Dommuseum Mainz eines der größten Museen seiner Art in Deutschland. Im historischen Domkreuzgang, den mittelalterlichen Gewölbehallen, in der Nikolauskapelle und der Sakristei weisen eine Vielzahl kirchlicher Kunstwerke, von der Frühgeschichte des Christentums bis in die Gegenwart, zurück in die wechselvolle Geschichte des Mainzer Domes und zahlreicher Kirchen des Bistums.

### Wallfahrtsstätten

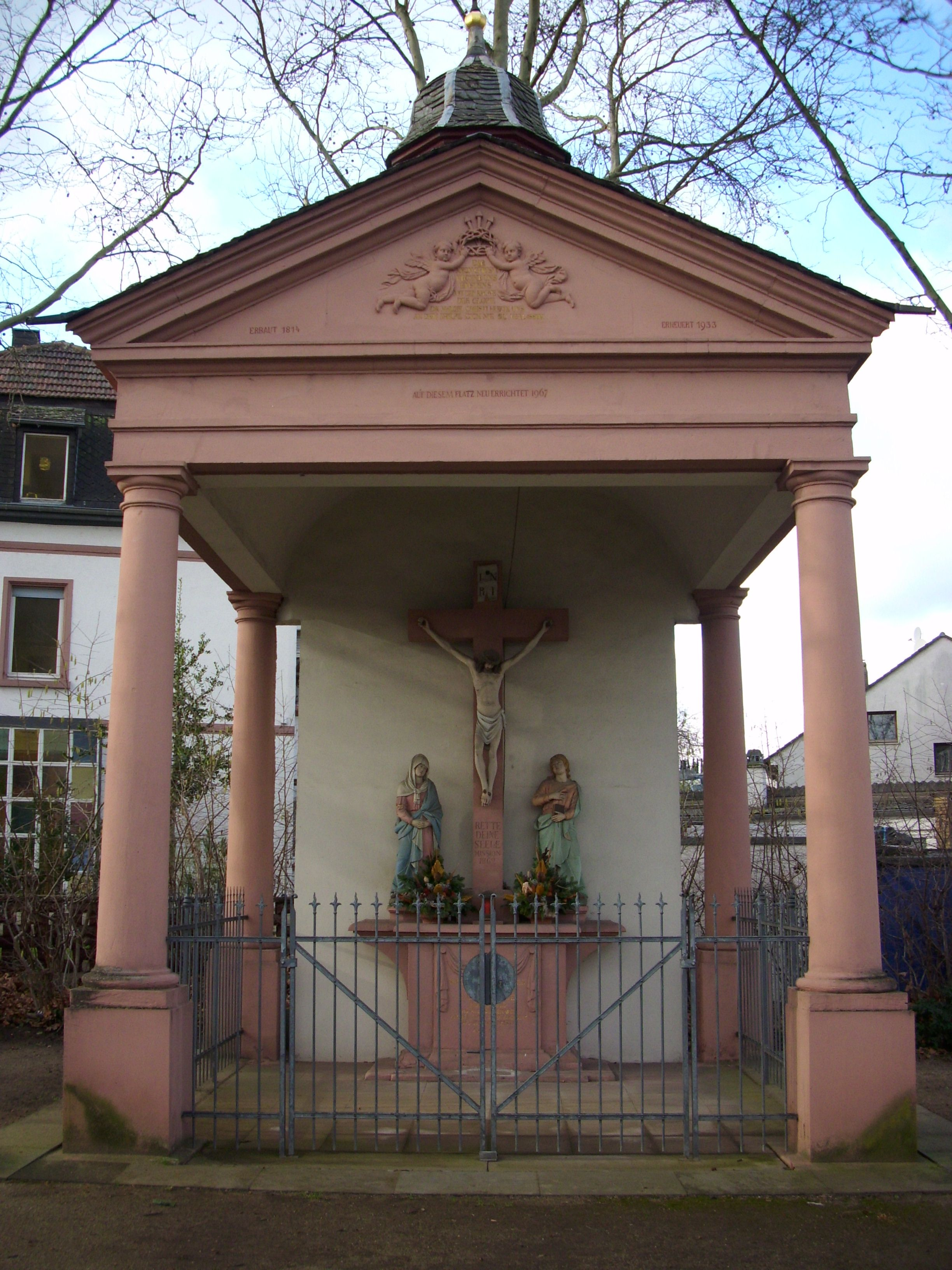
Mombacher Kreuzkapelle

Ein Überblick über alle Wallfahrtsstätten findet sich auf der Homepage des Bistums, siehe unten unter Weblinks. Im Bistum gibt es etwa 35 Wallfahrtsstätten, die meistens der Verehrung von Heiligen oder Reliquien dienen. Bedeutend sind vor allem:
- Bad Wimpfen – am Berg
- Bad Wimpfen – im Tal
- Rochuswallfahrt nach dem Pestheiligen Rochus von Montpellier bei Bingen
- Maria Oberndorf in Bodenheim
- Kreuzkapelle in Mainz-Mombach an Kreuzerhöhung[25]
- Vierzehn-Nothelfer-Kapelle in Mainz-Gonsenheim
- Maria – Trösterin der Betrübten in Mainz-Marienborn am Fest Mariä Heimsuchung
- Wallfahrtskirche Dieburg
- Gau-Algesheim
- Gau-Bickelheim
- Ilbenstadt
- Klein-Steinheim
- Liebfrauenheide bei Klein-Krotzenburg
- Kloster Jakobsberg in Ockenheim
- Stiftskirche in Pfaffen-Schwabenheim: Maria, Königin des Friedens am Fest Mariä Aufnahme in den Himmel am 15. August
- Einhardsbasilika St. Marcellinus und Petrus in Seligenstadt
- Kirche Maria Einsiedel in Gernsheim
- Wallfahrtskirche Maria Sternbach (früher: St. Gangolf), Niddatal

### Orgeln und Glocken
Im Bistum Mainz gibt es rund 400 Orgeln, und auf den Türmen und Türmchen der 550 Kirchen und Kapellen läuten etwa 1500 Glocken. Alle sind von unterschiedlichem Alter und verschiedener Herkunft, 320 davon gelten als historisch. Historisch wertvolle Exemplare, wie die im Türmchen der Mombacher Kreuzkapelle mit der Inschrift „hans gensfleisch richter“, wurden durch das Diözesanmuseum vereinnahmt und gegebenenfalls durch einen Abguss ersetzt.

## Diözesankalender

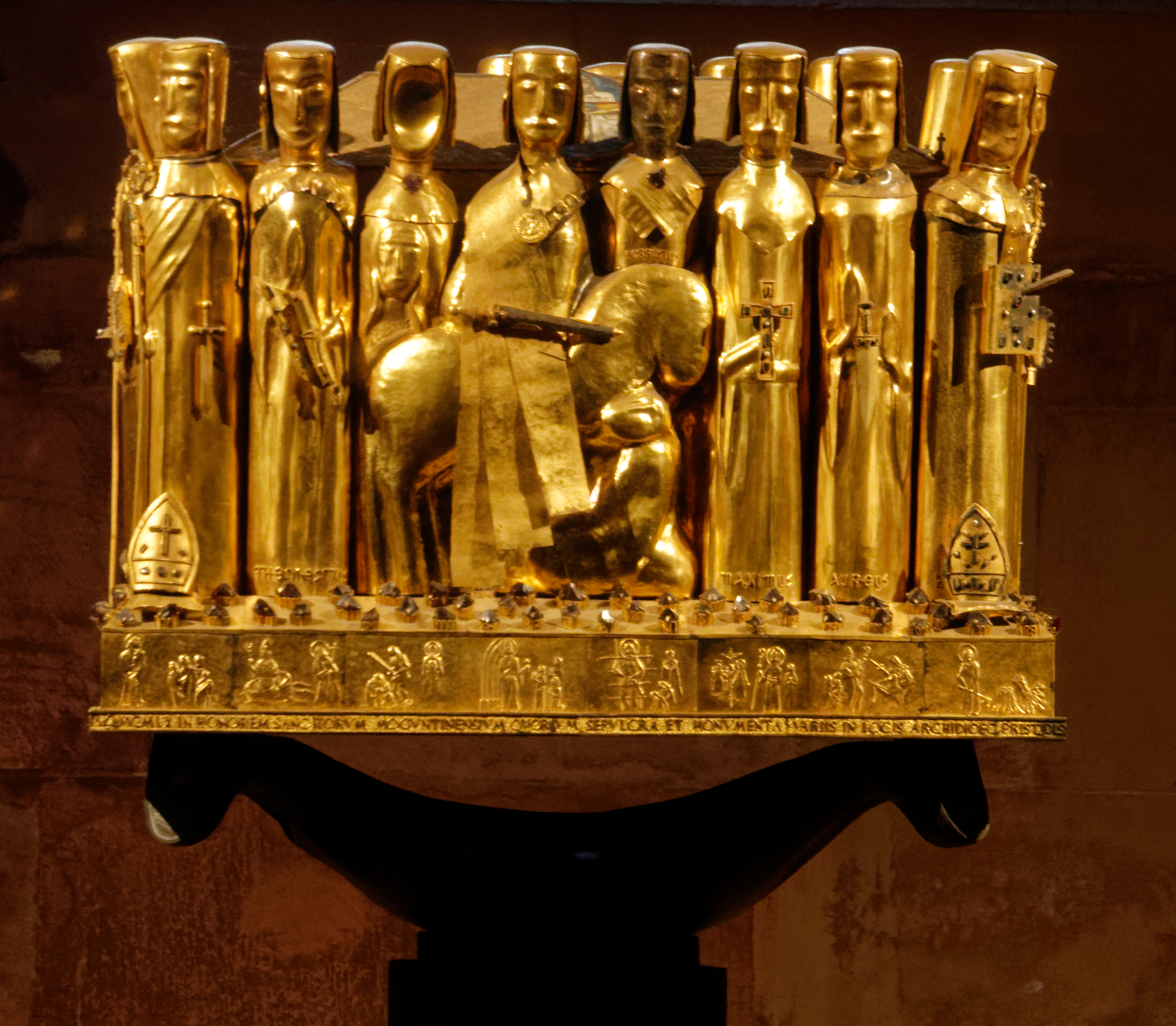
Reliquienschrein für die Mainzer Heiligen in der Ostkrypta des Mainzer Doms; (1960).

Im Bistum Mainz wird der Regionalkalender für das deutsche Sprachgebiet um die folgenden Eigenfeiern ergänzt.
- 05. Januar: Johannes Nepomuk Neumann, Missionar und Bischof von Philadelphia
- 13. Januar: Gottfried von Cappenberg, Ordensmann
- 23. Januar: Marianne Cope, Ordensfrau
- 04. Februar: Rabanus Maurus, Abt des Klosters Fulda und Mainzer Erzbischof
- 14. Februar: Valentin von Terni, Bischof, Heiliger und Märtyrer im 3. Jahrhundert
- 23. Februar: Willigis, Erzbischof von Mainz, Schlüsselfigur in der Geschichte des Erzbistums.
- 27. April: Petrus Canisius, Ordenspriester und Kirchenlehrer
- 15. Mai: Rupert von Bingen, Einsiedler, Patron von Bingen-Bingerbrück und Patron der Pilger
- 02. Juni: Petrus und Marcellinus, Märtyrer in Rom
- 05. Juni: Bonifatius, Bischof, Glaubensbote in Deutschland, Märtyrer
- 10. Juni: Bardo von Mainz, Abt von Hersfeld, Erzbischof von Mainz
- 21. Juni: Alban von Mainz, Priester, Märtyrer in Mainz
- 27. Juni: Creszenz, Aureus, Theonest
- 04. Juli: Jahrestag der Weihe des Mainzer Domes
- 01. August: Peter Faber, Ordenspriester
- 16. August: Rochus von Montpellier, Pilger
- 06. September: Jahrestag der Weihe der Kirchen, die ihren Weihetag nicht kennen
- 17. September: Hildegard von Bingen, Äbtissin, Mystikerin, Kirchenlehrerin, Gründerin von Rupertsberg und Eibingen
- 28. September: Lioba von Tauberbischofsheim, Äbtissin von Tauberbischofsheim
- 16. Oktober: Lullus, Abt von Hersfeld, Erzbischof von Mainz
- 26. Oktober: Amandus von Worms, Bischof von Worms
- 29. Oktober: Ferrutius, Märtyrer
- 11. November: Martin von Tours, Bischof von Tours, Patron des Bistums und des Domes
- 27. November: Bilhildis von Altmünster, Gründerin des Klosters Altmünster in Mainz